# Грижо (Вила-Нова-ди-Гая)
Грижо (порт. Grijó) — населённый пункт и район в Португалии, входит в округ Порту. Является составной частью муниципалитета Вила-Нова-де-Гайа. Находится в составе крупной городской агломерации Большой Порту. По старому административному делению входил в провинцию Дору-Литорал. Входит в экономико-статистический субрегион Большой Порту, который входит в Северный регион. Население составляет 10 267 человек на 2001 год. Занимает площадь 11,46 км².
Покровителем района считается Иисус Христос (порт. São Salvador de Grijó).